# سد بوسکوپورت
سد بوسکوپورت (به لاتین: Bospoort Dam) یک سد در آفریقای جنوبی است که در شمال غربی (استان آفریقای جنوبی) واقع شده‌است.